# Paractaeopsis
Paractaeopsis is een geslacht van kreeftachtigen uit de klasse van de Malacostraca (hogere kreeftachtigen).

## Soort
- Paractaeopsis quadriareolata (Takeda & Miyake, 1968)